# دانشگاه ولز
 دانشگاه ولز یکی از دانشگاه‌های کشور انگلستان ، در سال ۱۸۹۳ پایه‌گذاری شده ، ریاست این دانشگاه را چارلز فیلیپ آرتور جورج بر عهده دارد.